# De fútbol y paz
«De fútbol y paz» es un sencillo lanzado el año 2005 por la actual banda chilena Inti-Illimani, conocida como Inti-Illimani (R). Fue compuesta especialmente como el himno oficial del torneo de fútbol sub-18 «Karol Wojtyla» realizado en Roma, Italia, entre el 3 y el 9 de octubre de 2005, y en el cual participaron equipos integrados por jugadores de distintas religiones.
La canción fue interpretada en vivo en la Plaza de San Pedro, convirtiendo a la agrupación en ser los primeros chilenos en tocar en directo en la Ciudad del Vaticano.